# 5662 Wendycalvin
Az 5662 Wendycalvin (ideiglenes jelöléssel 1981 EL4) a Naprendszer kisbolygóövében található aszteroida. Schelte J. Bus fedezte fel 1981. március 2-án.